# Beatrix d'Este

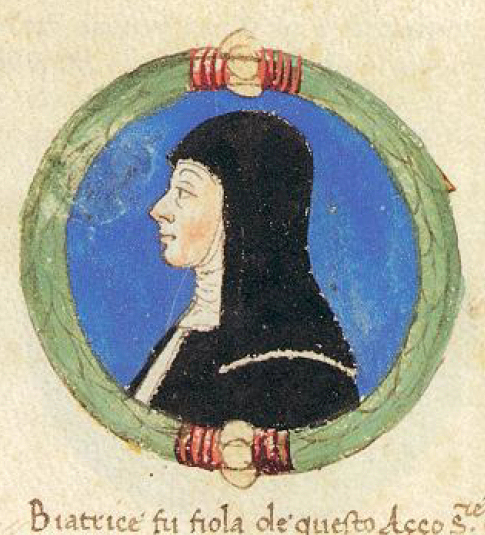
Beatrix d'Este.

Beatrix d'Este (circa 1191/1192 - Baone, 10 mei 1226) was een Italiaanse edelvrouw en kloosterzuster die zalig werd verklaard. Ze behoorde tot het huis Este.

## Levensloop
Beatrix was een dochter van graaf Azzo VI d'Este uit diens tweede huwelijk met Sophia, dochter van graaf Humbert III van Savoye.
Na verschillende sterfgevallen in haar familie koos Beatrix voor een kloosterleven. Ze trok zich terug in het benedictinessenklooster Santa Margherita op de Monte Salarola in Calaone, waar ze anderhalf jaar leefde. Familie, verwanten, vrienden zetten Beatrix onder druk om het klooster te verlaten, omdat ze van plan waren haar te verloven met markgraaf Guglielmo Malaspina. Uiteindelijk slaagde ze erin om de huwelijksdatum zolang uit te stellen, tot de markgraaf in 1220 stierf.
Nadat haar familie haar keuze voor een kloosterleven eindelijk had aanvaard, kreeg Beatrix medio 1221 van de bisschop van Este enkele gebouwen toegewezen op de berg Gemola nabij Baone, die vroeger bewoond waren door heremieten en nu verlaten was. Ze stichtte daar een vrouwengemeenschap die volgens de Benedictijnse regels leefden, maar weigerde abdis van het klooster te worden. Ze gebruikte haar fortuin om de kloostergebouwen en de kerk, die lang leeg hadden gestaan, op te knappen.
Beatrix' gemeenschap trok een dozijn hoogadellijke vrouwen aan en leidde een eenvoudig leven gebaseerd op boete, gebed, vasten en armoede. Deze strenge levenswijze ondermijnde de gezondheid van Beatrix, die in mei 1226 op 34-jarige leeftijd stierf aan tuberculose. Haar lijk werd bijgezet in een sarcofaag in een kleine kerk in het klooster, tot het convent in 1578 werd opgeheven. De kloosterzuster verhuisden toen naar Santa Sofia in Padua, waar ook Beatrix' sarcofaag naartoe werd gebracht. Ter ere van deze gebeurtenis liet abdis Quieta een hagiografie publiceren.
Op 19 november 1763 werd Beatrix zalig verklaard door paus Clemens XIII, die zich daarvoor baseerde op talrijke legendes. Naar aanleiding daarvan verscheen een andere biografie. In mei 1957 werd de sarcofaag met haar stoffelijke resten in aanwezigheid van de latere paus Johannes XXIII naar Este overgebracht en daar in de Duomo di Santa Tecla in een glazen schrijn geplaatst om het als reliek te kunnen vereren. De herdenkingsdag van Beatrix, ook beschouwd als patroonheilige van de stad Este, valt op 10 mei. 